# Мошупа
Мошупа (англ. Moshupa) — населённый пункт сельского типа на юго-востоке Ботсваны, на территории Южного округа.

## Географическое положение
Расположен в юго-восточной части страны, на высоте 1141 м над уровнем моря. По территории города протекают 3 пересыхающих реки: Мосопе, Моннаамме и Колване.

## Население
По данным переписи 2011 года население деревни составляет 19 780 человек.
Динамика численности населения деревни по годам:
| 1981  | 1991   | 2001   | 2011   | 2013   |
| ----- | ------ | ------ | ------ | ------ |
| 6 612 | 11 444 | 16 922 | 19 780 | 20 443 |

## Экономика и инфраструктура
Основой экономики является сельское хозяйство, наиболее развито разведение домашней птицы. Имеет место также выращивание овощей, однако исключительно для обеспечения местного населения, так как климат местности, где расположена деревня — слишком засушливый для ведения продуктивного сельского хозяйства. Местность вблизи Мошупы страдает от перевыпаса скота и обезлесения.
В Мошупе имеется 6 начальных школ, 3 средних школы и 1 старшая школа. Система здравоохранения представлена тремя клиниками. Имеются планы по строительству больницы.